# Tadd Dameron
Tadley Ewing Peake "Tadd" Dameron (Cleveland, 21 de febrero de 1917 - Lexington, 8 de marzo de 1965) fue un compositor, arreglista y pianista estadounidense de jazz. 

## Biografía
Nacido en Cleveland, Ohio, sus bandas incluían músicos como Fats Navarro, Miles Davis, Dexter Gordon, Sonny Rollins, Wardell Gray, Clifford Brown  y Philly Joe Jones.
Según el propio Dameron, sus influencias más importantes fueron George Gershwin y Duke Ellington.
Ya drogadicto, Dameron estuvo preso en la prisión federal de Lexington, Kentucky durante dos años (1959-1961) y sufrió varios infartos del miocardio antes de morir a la edad de 48 años.

## Influencia
Dameron fue arreglista y compositor para las bandas de Count Basie, Artie Shaw, Jimmie Lunceford, Dizzy Gillespie, Billy Eckstine, Sarah Vaughan y el músico de rhythm and blues Bull Moose Jackson, donde coincidió con el también compositor y arreglista Benny Golson, quien ha afirmado que Dameron fue su mayor influencia en sus composiciones. 

## Composiciones
Dameron compuso varios estándar de bop, incluyendo "Hot House", "Our Delight", "Good Bait" (para Basie), y "Lady Bird".
Dexter Gordon consideró a Dameron el "romanticista" del bop, y Scott Yanow, que Dameron fue "el compositor y arreglista definitivo de la era bop".

## Legado
En 1982, Slide Hampton, Jimmy Heath, Ron Carter, Art Taylor y Kenny Barron grabaron el álbum Continuum: Mad About Tadd: The Music of Tadd Dameron y en 1984, el baterista Philly Joe Jones, fundó Dameronia, una banda tributo a Dameron.

## Discografía

### Como líder o colíder
- 1948: The Dameron Band (Featuring Fats Navarro) (Blue Note)
- 1949: Anthropology (Spotlite)
- 1949: Cool Boppin´ (Fresh Sound) con Miles Davis, Kai Winding, Sahib Shihab, Kenny Clarke
- 1949: The Miles Davis and Dameron Quartet in Paris - Festival International du Jazz, May 1949 (Columbia; editado en LP en 1977)
- 1953: A Study in Dameronia (Prestige)
- 1956: Fontainebleau  (Prestige)
- 1956: Mating Call con John Coltrane (Prestige)
- 1962: The Magic Touch (Riverside)
- 1995: The Complete Blue Note and Capitol Recordings of Fats Navarro and Tadd Dameron (Blue Note)